# Toro de cobre de Tell al-'Ubaid
El Toro de cobre es una escultura de cobre encontrada en el sitio de Tell al-'Ubaid, cerca de la antigua ciudad sumeria de Ur, en el actual sur de Irak,  por Sir Leonard Woolley en 1923. La escultura, la cual data de aproximadamente 2600 a. C., se encuentra actualmente en el Museo Británico, en Londres.

## Descubrimiento
La escultura fue descubierta junto con otros muchos artefactos en la base de unos cimientos en Tell al-'Ubaid. La escultura fue encontrada por Leonard Woolley que trabajaba conjuntamente para la Universidad del Museo de Pensilvania de Arqueología y Antropología y el Museo Británico. La base que escondía la escultura era una plataforma hecha de ladrillo y adobe que originalmente soportaba un templo a la diosa Ninhursag. La escultura del toro había sido aplastada por la mampostería en descenso del templo desmoronado. Woolley encontró restos de varios toros similares pero solo este y otro más fueron hallados completos.
Ninhursag era una diosa protectora de los pastos, así que es comprensible las numerosas figuras de vacas y toros, tanto esculturas como relieves, que fueron encontradas en los restos de su templo; se decía que la leche de este ganado sagrado nutría a los reyes.

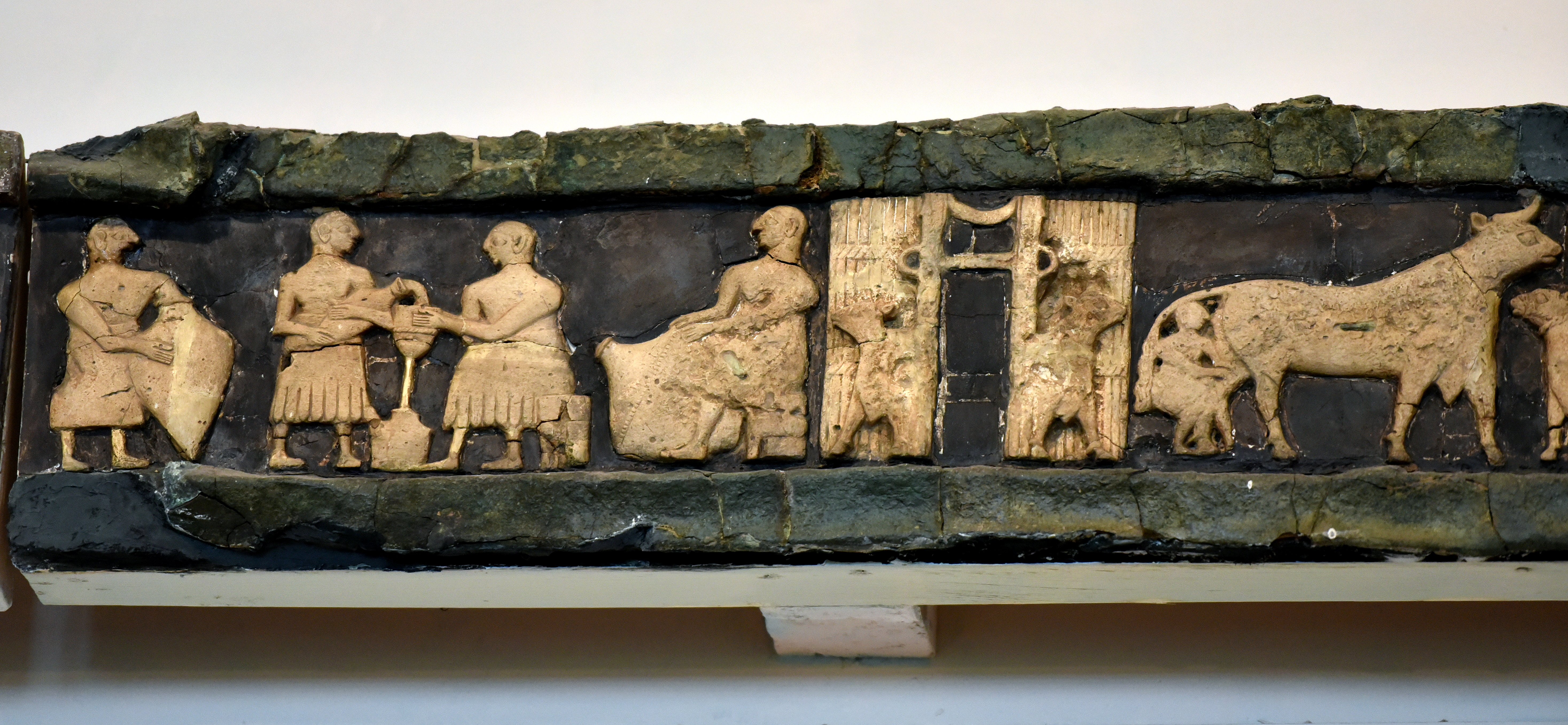
Famoso friso de la fachada del templo, mostrando la fabricación de lácteos en los establos del complejo, con el ordeño a la derecha y a la izquierda el colado y batido en grandes vasijas para además obtener nata, mantequilla y queso.

## Construcción
La escultura había sido realizada a partir de un modelo de madera. Luego fue cubierto con betún. Las partes del toro fueron entonces chapadas por partes. Las patas de madera recubiertas con láminas de cobre batido fueron añadidas con tachuelas. Luego una lámina más grande fue colocada sobre el cuerpo con una hoja diferente para los hombros del toro. Estas láminas fueron sujetas con clavos de cabeza plana a lo largo de la parte posterior de las patas, las caderas y el vientre. Las láminas del cuerpo se superpusieron a donde se unían las de las patas.
Pernos de cobre sujetaban las patas a la base y la cabeza fue sujetada con una clavija de madera. Los cuernos y las orejas fueron finalmente añadidos a la cabeza.

## Recuperación
Cuando el toro fue hallado la madera hacía tiempo que se había descompuesto y el toro solo fue recuperado echando cera alrededor de los frágiles restos que luego fueron extraídos y laboriosamente reconstruidos. La escultura que se exhibe en el Museo Británico incluye un cuerno, parte de la cola y las pezuñas desaparecidos para mostrar el toro completo.

## Propiedad
El Toro de cobre es propiedad del Museo Británico. Los artefactos descubiertos por Woolley fueron compartidos entre el estado iraquí que recibió alrededor del 50% de los objetos y el Museo Británico y la Universidad del Museo de Pensilvania de Arqueología y Antropología que recibieron cada uno aproximadamente el 25% de los objetos. Ur fue uno de los primeros yacimientos excavados bajo la ley de antigüedades de Irak, elaborada por Gertrude Bell.